# Huỳnh Ngọc Ánh
Huỳnh Ngọc Ánh (sinh năm 1962) là đại biểu Quốc hội Việt Nam khóa XIII, thuộc đoàn đại biểu Thành phố Hồ Chí Minh.

## Tiểu sử
Ngày sinh: 20/3/1962
Giới tính: Nam
Dân tộc: Kinh
Tôn giáo: Không
Quê quán: Xã Bạch Đằng, thành phố Quy Nhơn, Bình Định
Trình độ chính trị: Cử nhân chính trị
Trình độ chuyên môn: Thạc sỹ Luật
Nghề nghiệp, chức vụ: Bí thư Đảng ủy, Phó Chánh án Tòa án nhân dân thành phố Hồ Chí Minh, Ủy viên Ủy ban Tư pháp của Quốc hội
Nơi làm việc: Tòa án nhân dân thành phố Hồ Chí Minh
Ngày vào đảng: 28/11/1988
Nơi ứng cử: TP Hồ Chí Minh
Đại biểu Quốc hội khoá: XIII
Đại biểu chuyên trách: Không
Đại biểu Hội đồng nhân dân: Đại biểu HĐND thành phố Hồ Chí Minh